# Great Dividing Range
25°00′S 147°00′Ø / 25.000°S 147.000°Ø
Great Dividing Range er en bjergkæde med beliggenhed i østlige Australien. Bjergkæden har en længde på 3.600 km, og den højeste top er Mount Kosciuszko med en højde på 2.230 meter.